# Gödelitz

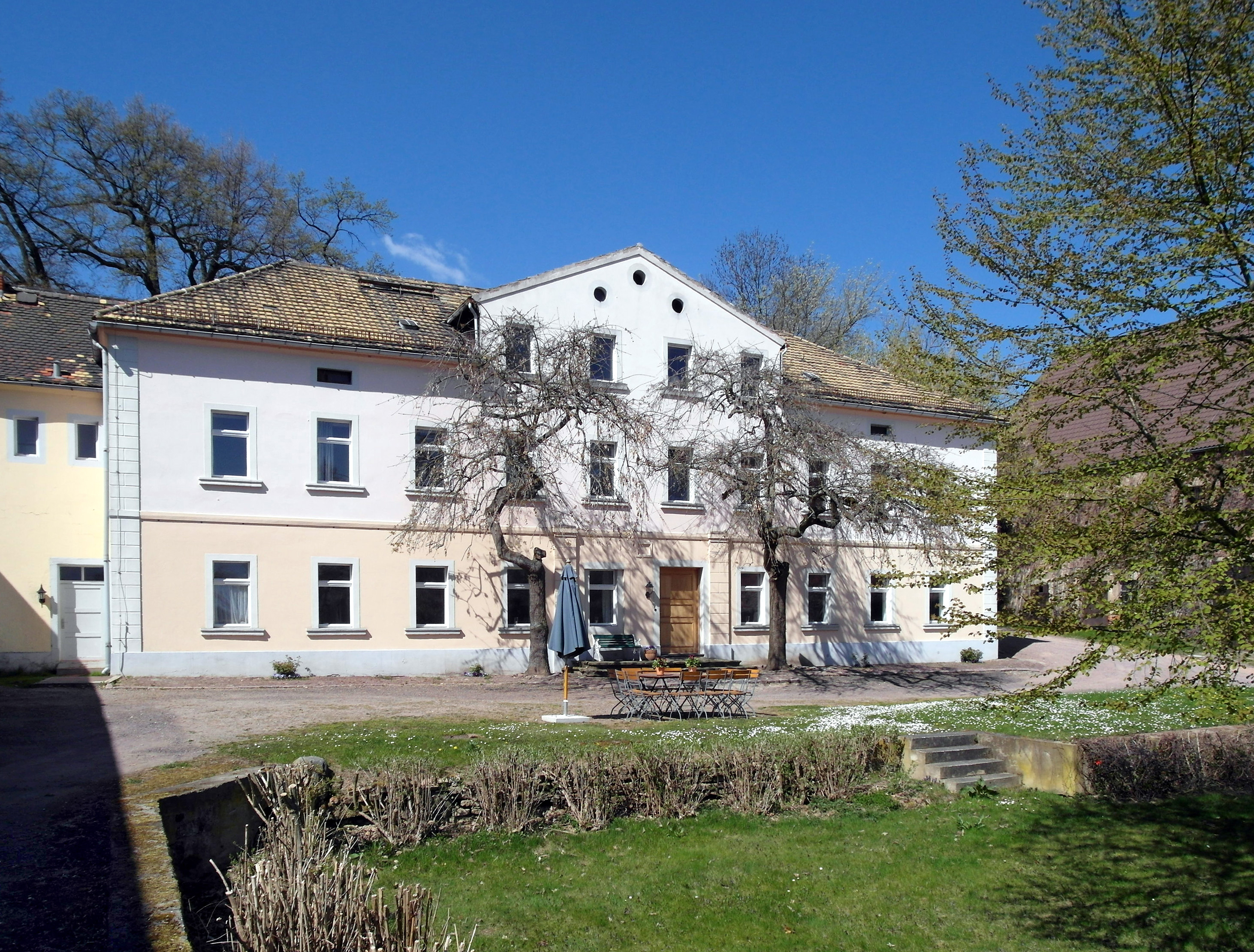
Gut Gödelitz, Herrenhaus

Gödelitz ist ein Ortsteil der Stadt Döbeln im sächsischen Landkreis Mittelsachsen. Bis zum 31. Dezember 2015 gehörte Gödelitz zu Mochau, das dann eingemeindet wurde.

## Geographie
Das Dorf liegt 300 m über dem Meeresspiegel im Quellgebiet der Jahna und ist landwirtschaftlich geprägt. Gödelitz gehörte zur Landgemeinde Beicha. Dieser Ort liegt rund 500 m nördlich.

## Geschichte
Historisches
Das 1539 urkundlich erfasste Vorwerk wurde 1764 zu einem Rittergut erhoben. Lange Zeit, von 1773 bis 1917, befand es sich im Besitz der Familie von Zehmen, die 1860 das Herrenhaus erbauen ließ. Im 19. Jahrhundert erbte Ludwig von Zehmen das Rittergut Gödelitz von seinem Vater. 1917 kam das Rittergut an Max Schmidt, der es zum Musterbetrieb ausbauen ließ.
Historische Namensformen und ursprüngliche Bedeutung des Namens
- 1334 Gedlicz
- 1378 Gedelicz
- 1445 Gedelitz
- 1570 Gidelitz
- 1791 Giedelitz
- 1908 Gödelitz

Der Ortsname geht auf das altsorbische Wort Jedlica zurück, das von jedla herrührt. Jedla bedeutet „Tanne“. Jedlica ist also ein Tannenort. Anzunehmen ist, dass zur Zeit der Gründung in der Nähe der Ortslage sich Nadelwald befand. Aus dem „J“ wurde im Mittelalter ein „G“, aus dem „e“ ein „ö“.
1945
Die Familie Schmidt wurde 1945 enteignet und kaufte das Gut 1998 zurück.
Heutige Nutzung
Seit 2008 wird das Herrenhaus als Wohnhaus und durch einen überparteilichen Verein Ost-West-Forum Gut Gödelitz e. V. genutzt. Der Verein wurde von Axel Schmidt-Gödelitz (* 1942) gegründet. Die alten Gebäude wurden entsprechend umgebaut, 2006 wurde in der unter Denkmalschutz stehenden alten Schäferei ein Seminar- und Konferenzzentrum eröffnet, das bis zu 300 Personen Platz bietet.